# 马来西亚最高元首
马来西亚最高元首（或簡稱），1957年马来亚独立至1963年马来西亚联邦成立期间称为马来亚最高元首，1963年起改为现称。马来西亚最高元首是马来西亚的选举君主立宪制国家元首、马来西亚武装部队海陆空三軍的名誉最高統帅兼马来西亚皇家警察荣誉总警长以及马六甲州、槟城州、沙巴州、砂拉越州与联邦直辖区的伊斯蘭教領袖，尊称为「陛下」。任期5年，能多次擔任，但不得連任。現任最高元首为柔佛州苏丹暨统治者苏丹依布拉欣，於2024年1月31日就任。
不同于世袭君主制，马来西亚以选举方式产生出最高元首。最高元首是由马来统治者会议在9個世襲统治者（马来西亚13个州属中9个拥有君主的州属）中通过选举選出一位資歷最高的统治者擔任最高元首；擔任最高元首期間，不得兼任原州属的统治者职务以及任何上市公司董事。最高元首擁有马来西亚立法、司法和行政名义上的最高權力，但在实际运作上必须依照首相以及内阁的意见行使职权，宪法同时也限制了他的权力，亦即虛位元首。
最高元首的官邸位于吉隆坡国家皇宫，正式的委任、册封和接待活动多在此处举行；除此之外，最高元首在布城也有一座名为美拉华蒂皇宫的行宫。最高元首的法定配偶为最高元首（Raja Permaisuri Agong）。

## 名字由来
在馬來语中，的涵义被解释为“被推举为君主的人物”，一般上，它的中文规范译名为“最高元首”或“国家元首”。在中文里面，“元首”原本就有“最高”、“国家元首”的意思，所以这里可以将“最高元首”解释为“元首的元首”，而“元首”则是指州的统治者。

马来西亚最高元首旗幟

马来西亚国家元首的头衔全称在1957年8月31日－1960年5月17日期间是“联邦元首暨最高统治者”（Ketua Utama Negara bagi Persekutuan dan Yang di-Pertuan Agong），1960年5月17日－1963年9月16日期间是“马来亚联合邦最高元首”（Yang di-Pertuan Agong, Persekutuan Tanah Melayu），1963年9月16日以后至今是“在全能者的塵埃之下，马来西亚联邦各州暨地区的最高元首”（Dengan kurnia Allah, Yang di-Pertuan Agong bagi negeri-negeri dan wilayah-wilayah Malaysia）。
另外，在英文语境除了直接引用最高元首的头衔外，其它常见的译名包括有：
- [4]，词义为“国王”，如果中文译者引用这个名称的话，他会被称为“马来西亚国王”；
- [5]，词义为 “最高统治者”；
- [6]，词义同上；
- [7]，词义为“最高元首”；
- ，词义为“马来西亚元首”；
- ，词义为“联邦元首”；
- ，词义同上。

最高元首的称谓如下：
| 華語           | 馬來語 | 英語 |
| -------------- | ------ | ---- |
| 最高元首陛下   |        |      |
| 最高元首陛下   |        |      |
| 副最高元首殿下 |        |      |
| 端姑（陛下）   |        |      |

## 马来西亚最高元首的遴选

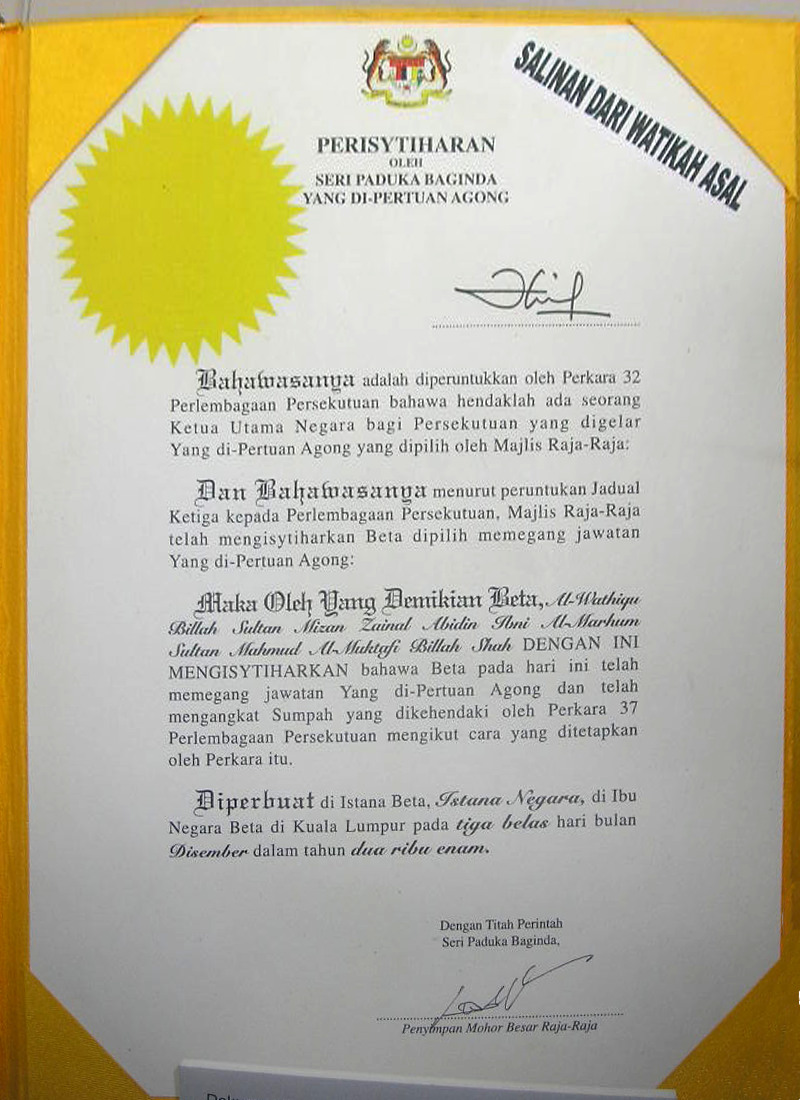
第13任最高元首的委任状

马来西亚奉行选举君主立宪制，最高元首的遴选制度是在当今主权国家中较少见的一种制度，最高元首必须是由统治者议会在9个州属的世袭统治者中遴选产生，会议在参考各统治者的年龄和资历后，通过选举选出一位资历最高的统治者担任最高元首，在他擔任最高元首的期間，不得兼任原州屬的统治者职务以及任何上市公司的董事。
如果最高元首在任期内逝世、任期届满或未届满主动辞职的话，同样的遴选会议将会再次举行以选出另一位继任者，曾经担任最高元首的统治者将会自动剔除在外；当9位世袭统治者皆担任过最高元首后，以后将会依照这个顺序选出最高元首。
在遴选过程中，遴举者和被遴举者需要符合几项条件，包括：
- 只有世袭统治者能够被推举；
- 只有世袭统治者拥有表决权；
- 以及最高元首由世袭统治者轮流担任。

同时，当统治者符合以下的条件的话，将会被剔除在候选者名单外：
- 世袭统治者未成年；
- 世袭统治者事先已知会掌玺大臣，自愿放弃成为最高元首的权利；
- 以及世袭统治者的身心健康或其他理由让他不适合担任此职务，此决议需获得至少5位统治者通过方能成立；
- 上一任最高元首。

### 遴选过程
投票采取不记名的方式进行，选票上不记录编号，使用相同的笔和墨水做标签后，投入投票箱内。只有世袭统治者，掌玺大臣和会议秘书长参与选举过程。当一位统治者无法出席会议的时候，他被允许委托一位代表代为出席会议。
在遴选过程中，掌玺大臣先将密封的选票发给统治者，只有最有资历的统治者会被推选，其他的统治者将会议决他是否适合继任为最高元首，被推举者必须至少获得5票的多数票数方能当选，如果被推举者无法获得所需的多数票数，接着相同的程序将会在下一个被推举的统治者上重复。
当选举结束后，会议将会宣布最高元首的人选，同时将选票销毁；统治者在就任最高元首5年期间，他将任命摄政王（或）处理州统治者的职务。

### 资历的顺序
在9个世袭统治者顺序就任最高元首（1957年至1994年）第一個周期之后，以后的统治者将会遵循这个顺序的周期，即：
1. 森美兰州严端
2. 雪兰莪州苏丹
3. 玻璃市州拉惹
4. 登嘉楼州苏丹
5. 吉打州苏丹
6. 吉兰丹州苏丹
7. 彭亨州苏丹
8. 柔佛州苏丹
9. 霹雳州蘇丹

另外，由于 马六甲、 檳城、 沙巴和 砂拉越并沒有世袭州元首，所以這四個州的州元首不在最高元首候选者名单中，自然也沒有推舉和表決的權力，但是他們可以列席統治者会議。另外三个联邦直辖区（ 吉隆坡、 布城、 納閩）的地方政府首长则不包括在内。

### 诉讼、停权与罢免
宪法第182条规定任何由最高元首或州统治者以其私人身份提起的诉讼，或针对其私人身份提起的诉讼均应提交至特别法庭。特别法庭由担任主席的联邦首席大法官，马来亚高等法院大法官、沙巴及砂拉越高等法院大法官和另外两名由统治者会议任命的现任或前任联邦法院或高等法院法官组成。
宪法第33A条第一款规定当最高元首在任何法律下以某罪名被控上特别法庭时，其职权应立即中止。第二款规定停权期间亦计入五年任期内。
宪法附件三第三部第八节规定最高元首可在统治者会议五名成员投票赞成的情况下被罢免。附件五第七节规定只有世袭统治者可以罢免最高元首。

## 马来西亚副最高元首
在統治者會議選出最高元首之後，將會通過同樣的流程遴選出一位副最高元首（Timbalan Yang di-Pertuan Agong），他的職務主要是在最高元首出國、患病或其他原因而無法視事期間接替最高元首的工作。假如最高元首在任期内逝世或提前退位的话，副最高元首并不能够直接成為最高元首的继任者，他只可代理最高元首的工作直到新任最高元首和副最高元首繼任為止。

## 马来西亚最高元首的职務
最高元首是拥有合法地位的国家元首，联邦宪法和国会法令明文條列他为馬來西亞的國家代表、立法和行政的最高決策人。但同時，他的權力也被分划成几個明確的部份：
- 他必须聽取首相、部長、內阁、統治者會議或其他機構的建議行事。
- 首相以及内阁有权力要求最高元首执行其职权。
- 在几个主要情况下可以行使酌情權（而不需要首相、内阁以及统治者会议的任何許可或授權）：
  - 判断谁人是获得国会多数下议员支持的首相人选；
  - 在首相要求提前解散议会时，决定是否听取；
  - 在首相要求颁布紧急状态、暂时搁置宪法、国会时，决定是否听取；
  - 就任何牵涉马来统治者权利及地位的事务，要求召开统治者会议；
  - 依照宪法对特定事务的规定行使酌情權。

最高元首的酌情權多半被引用在委任内阁首相、解散立法議會以及召開統治者會議，依照宪法规定，最高元首必須委任獲得國會下議院議會多數信任者為首相，假如該首相被議會通過不信任動議的話，他必須主動向最高元首請辞或提出解散下議院并舉行大選。最高元首必须在每一届的大選后重新委任首相并聽取首相的建議委任内阁部長，当首相向最高元首建議解散下議院并舉行大選的時候，最高元首可以選擇聽取首相的建議行事或行使酌情權予以否決。

### 委任
联邦宪法以及在国会中通過的法令賦予最高元首委任政府高級官員的權力，包括有：

#### 行政與内阁成員
- 內阁首相：他有權行使酌情權委任獲得國會下議院議會多數信任者為首相；[9]
- 副首相、内阁部長和副部長：聽取首相的建議行事；[10]
- 首席秘书：聽取首相的建議行事。

#### 委員會
- 選舉委員會：聽取統治者會議的建議行事；
- 司法委員會：諮询大法官的意见；
- 公共服務委員會：在顧及首相的建議下和諮询統治者會議的意见后，他有權行使他的酌情權。

#### 司法官员
- 联邦首席大法官与联邦法院法官：聽取首相和統治者會議的建議行事；[11]
- 上诉法院主席与上诉法院法官：聽取首相和統治者會議的建議行事；[11]
- 马来亚大法官与马来亚高等法院法官：聽取首相和統治者會議的建議行事；[11]
- 沙巴及砂拉越大法官与沙巴及砂拉越高等法院法官：聽取首相和統治者會議的建議行事；[11]
- 总检察长：聽取首相和統治者會議的建議行事。

#### 上議員
- 4位代表联邦直辖区的上議員：在顧及首相的建議下，他有權行使他的酌情權；[12]
- 上議院中的其中40位上議員：在顧及首相的建議下，他有權行使他的酌情權。[13]

#### 下議員
- 国会下议员：222位民选的国会议员。[14]

#### 州元首和直辖区长官
- 马六甲州元首：在顧及州首席部長的建議下，他有權行使他的酌情權；
- 槟城州元首：在顧及州首席部長的建議下，他有權行使他的酌情權；
- 沙巴州元首：在顧及州首席部長的建議下，他有權行使他的酌情權；
- 砂拉越州元首：在顧及州总理的建議下，他有權行使他的酌情權；
- 吉隆坡市市长：在顧及联邦直辖区部部長的建議下，他有權行使他的酌情權。

### 伊斯蘭教領袖
最高元首除了是他原来州屬的伊斯蘭教領袖之外，也兼任马六甲、槟城、沙巴、砂拉越及联邦直辖区的伊斯蘭教領袖，他在履行这项职务时必须聽取個别州屬的伊斯蘭教事务理事会的建議行事。最高元首必需委任这5個伊斯蘭教事务理事会的主席和成員，同时他也必需委任这5個地區的穆夫提。

### 國防衛隊最高統帥

国防卫队最高统帅旗

联邦宪法第41条文賦予最高元首为國防衛隊的最高統帥，理所當然也是軍隊編制中的最高階軍官。做為國防衛隊的最高統帥，他有權在國防理事會的建議下委任三軍司令和各階級的軍官。在战时，他在顾及首相、内阁、国防部部长以及三军总司令的建议下，有权利行使他的酌情權。

### 皇家警察最高統帥
《联邦宪法》第32条文阐明最高元首在顧及警队委员会和首相的建議下，有權行使他的酌情權，委任警察总长和副警察总长。2024年3月21日，国会下议院三读通过《2024年警察（修正）法案》，而其中一项新增条文，即马来西亚最高元首将担任警队的名誉警察总长。

## 马来西亚最高元首的王权象征

### 官邸

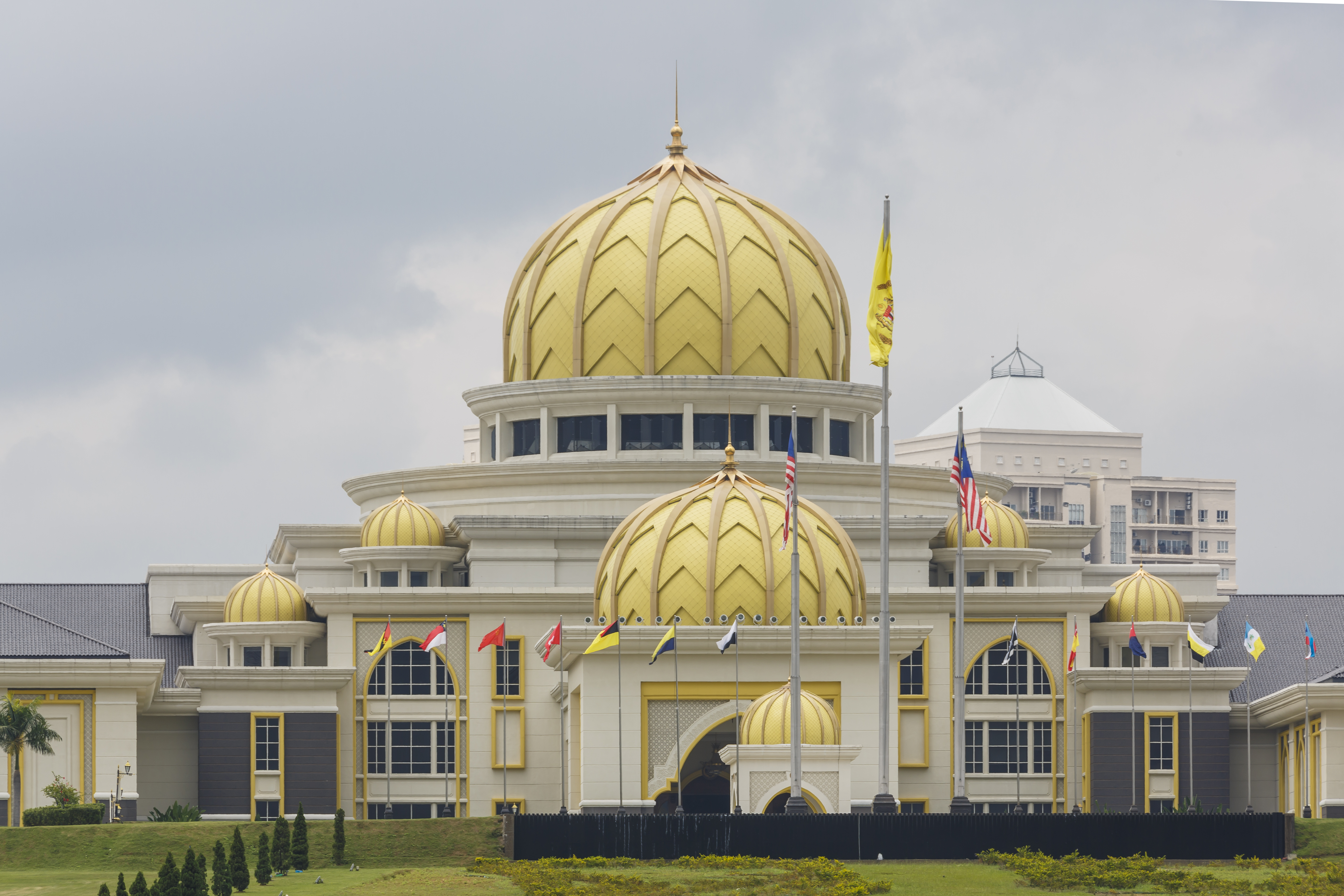
国家皇宫

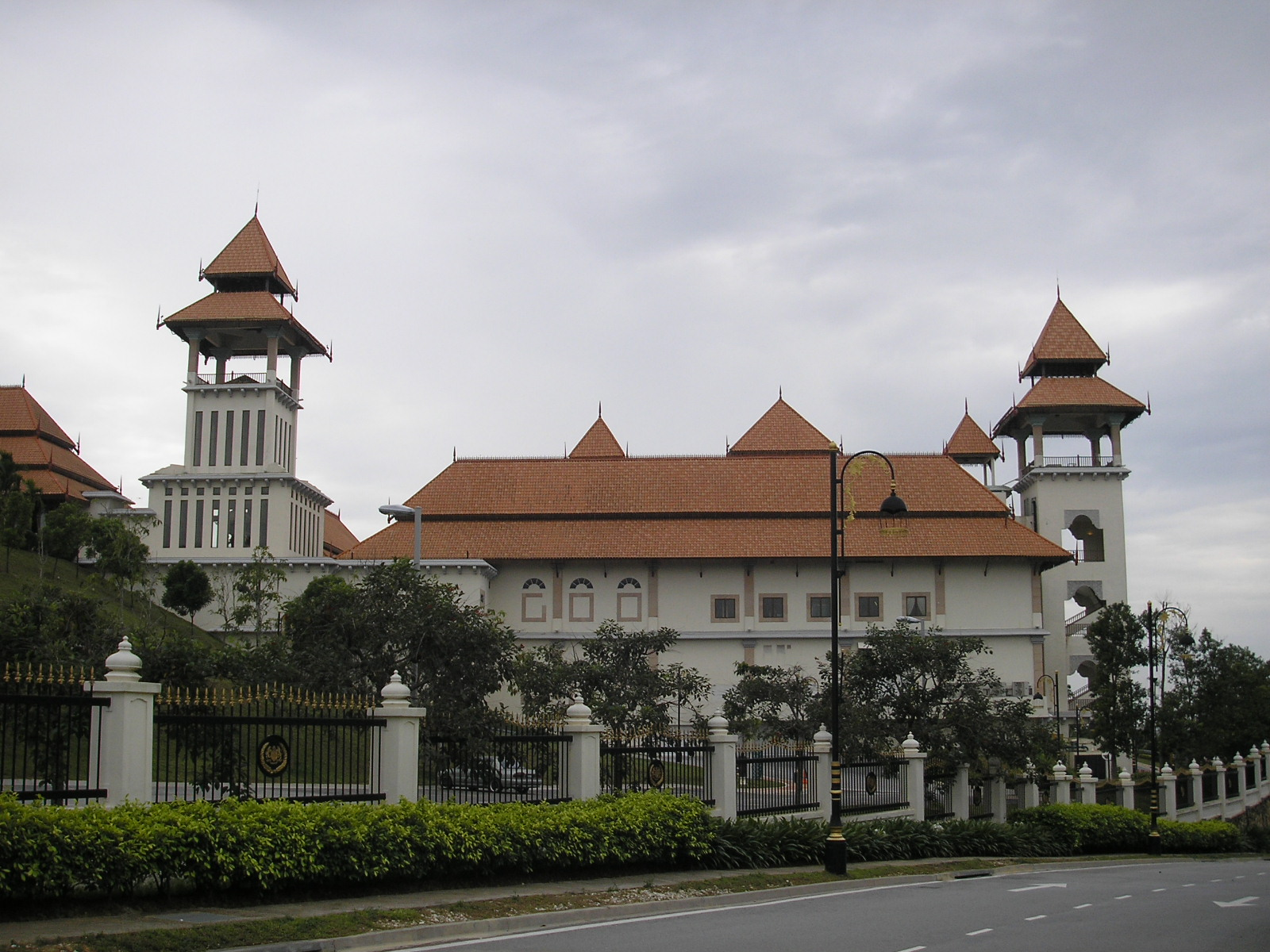
美拉华蒂皇宫

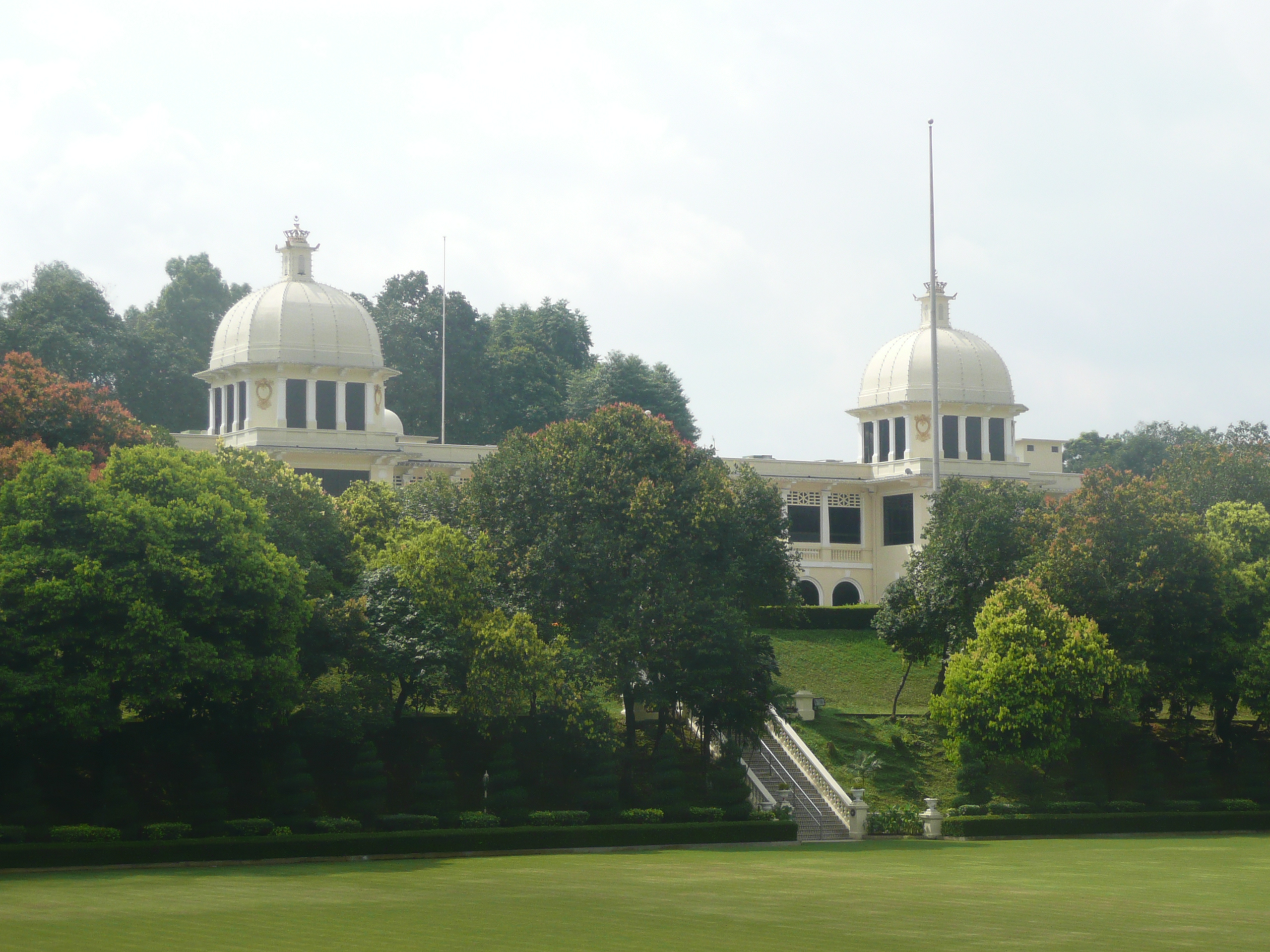
旧国家皇宫

最高元首的官邸坐落于首都吉隆坡賽布特拉路的国家皇宫（Istana Negara）；此外，最高元首在行政中心布城另有一座名为美拉华蒂皇宫的行宫，這两個地方通常也是召開統治者會議的場所。1957年至2011年间最高元首的官邸则为坐落于賽布特拉路与皇宫路交汇的八打灵山上的旧国家皇宫。

### 最高元首诞辰和册封儀式
定于每年6月第一個星期六的最高元首華誕，是其官方生日，是法定的公共假日，最高元首会在这天检阅军旗，同时国家皇宫公开表揚对社会有贡献的人物，为少数有高度成就的人物册封头衔。
最高元首加冕礼是最高元首宣誓就任后举行的皇家仪式，标志着最高元首作为马来西亚国家元首的任期正式开始。

### 皇室器具服饰
马来西亚最高元首和最高元首后在加冕礼时会使用一系列象征王权的皇家礼器。

### 最高元首奖学金
2006年11月，时任（第10任）最高元首首次授予十名在世界顶尖大学深造的杰出研究生最高元首奖学金。奖学金在国家皇宫颁发，与独立日庆典和统治者会议同日举行 。

## 第一任马来西亚最高元首遴选
1957年8月，在森美兰最高统治者的决议下举行了第一次的最高元首遴选；按资历，在1895年即位的的柔佛苏丹依布拉欣·阿布·峇卡拥有最优先权，但他以年纪老迈（83岁）的理由拒绝就任最高元首；其次在1932年即位的彭亨苏丹阿布·峇卡·利阿亚图丁被其他选举人否决了五次，无法获得必要的选票。部分原因是统治者们认为他与名人和歌舞表演者的各种婚姻不符合皇室成员的身份——尤其是在他与一位舞者秘密结婚并前往香港度蜜月被揭露之后（根据东姑阿都拉曼的一次口头采访）；所以第一任的最高元首由1933年即位的森美兰最高统治者端姑阿都拉曼担任，他获得8票赞成票，1票反对票。
出席该次统治者会议的成员按资历排列为：
1. 彭亨苏丹阿布峇卡（1932年）
2. 森美蘭嚴端端姑阿都拉曼（1933年）
3. 雪蘭莪苏丹希沙慕丁沙（1938年）
4. 吉打苏丹巴德利沙（1943年）
5. 吉兰丹苏丹依布拉欣·佩特拉（1944年）
6. 玻璃市拉惹端姑赛布特拉（1945年12月4日）
7. 登嘉樓苏丹端姑依斯迈·纳西鲁丁沙（1945年12月16日）
8. 霹靂苏丹尤索夫·依祖丁沙（1948年）
9. 柔佛王储东姑依斯迈（代表柔佛苏丹依布拉欣）

## 历任马来西亚最高元首
以下是历任的马来西亚最高元首，始于马来亚联合邦于1957年8月31日独立，称为“马来亚最高元首”；马来西亚于1963年9月16日成立后，称为“马来西亚最高元首”。
| 顺序                                                                     | 肖像                                                                     | 名称 | 生卒日期                                                                 | 在位日期                        | 原州属 | 备注       |
| ------------------------------------------------------------------------ | ------------------------------------------------------------------------ | --- | ------------------------------------------------------------------------ | ------------------------------- | ------ | ---------- |
| 马来亚最高元首（1957－1963）                                             |                                                                          | |                                                                          |                                 |        |            |
| 1                                                                        |                                                                          | 端姑阿都拉曼 (المرحوم توانکو عبدالرحمن ابن المرحوم توانکو محمد )                                                                   | 1895年8月24日－ 1960年4月1日                                             | 1957年8月31日－ 1960年4月1日    | 森美蘭 | 任內駕崩   |
| （因最高元首在任内驾崩，副最高元首蘇丹希沙慕丁沙暂代最高元首职务）       | （因最高元首在任内驾崩，副最高元首蘇丹希沙慕丁沙暂代最高元首职务）       | （因最高元首在任内驾崩，副最高元首蘇丹希沙慕丁沙暂代最高元首职务）                                                                 | （因最高元首在任内驾崩，副最高元首蘇丹希沙慕丁沙暂代最高元首职务）       | 1960年4月2日— 1960年4月13日     |        |            |
| 2                                                                        |                                                                          | 蘇丹希沙慕丁沙 (المرحوم سلطان هيسموددين عالم شاە الهاج ابن المرحوم سلطان الاايدين سليمان شاە )                                     | 1898年5月13日－ 1960年9月1日                                             | 1960年4月14日－ 1960年9月1日    | 雪蘭莪 | 任內駕崩   |
| （因最高元首在任内驾崩，副最高元首端姑赛布特拉暂代最高元首职务）         | （因最高元首在任内驾崩，副最高元首端姑赛布特拉暂代最高元首职务）         | （因最高元首在任内驾崩，副最高元首端姑赛布特拉暂代最高元首职务）                                                                   | （因最高元首在任内驾崩，副最高元首端姑赛布特拉暂代最高元首职务）         | 1960年9月2日— 1960年9月20日     |        |            |
| 3                                                                        |                                                                          | 端姑赛布特拉 (المرحوم توانکو سيد ڤوترا ابن المرحوم سيد حسن جمالوللايل )                                                            | 1920年11月25日－ 2000年4月16日                                           | 1960年9月21日－ 1965年9月20日   | 玻璃市 |            |
| 马来西亞最高元首（1963－）                                               |                                                                          | |                                                                          |                                 |        |            |
| 3                                                                        |                                                                          | 端姑赛布特拉 (المرحوم توانکو سيد ڤوترا ابن المرحوم سيد حسن جمالوللايل )                                                            | 1920年11月25日－ 2000年4月16日                                           | 1960年9月21日－ 1965年9月20日   | 玻璃市 |            |
| 4                                                                        |                                                                          | 端姑依斯迈·纳西鲁丁沙 (المرحوم توانکو اسماعيل ناصرالدين شاە ابن المرحوم سلطان زينال عابدين ااا )                                   | 1907年1月24日－ 1979年9月29日                                            | 1965年9月21日－ 1970年9月20日   | 登嘉樓 |            |
| 5                                                                        |                                                                          | 端姑阿都哈林 (المرحوم مولانا ال سلطان الموءتاسيمو بيللهي موهيببوددين توانکو الهاج عبدالحليم موءاذم شاە ابن المرحوم سلطان بدليشاه ) | 1927年11月28日－ 2017年9月11日                                           | 1970年9月21日－ 1975年9月20日   | 吉打   |            |
| 6                                                                        |                                                                          | 端姑雅亚·柏特拉 (المرحوم تڠکو يحي ڤيترا ابن المرحوم سلطان ابراهيم )                                                                | 1917年12月10日－ 1979年3月29日                                           | 1975年9月21日－ 1979年3月29日   | 吉兰丹 | 任內駕崩   |
| （因最高元首在任内驾崩，副最高元首苏丹阿末沙暂代最高元首职务）           | （因最高元首在任内驾崩，副最高元首苏丹阿末沙暂代最高元首职务）           | （因最高元首在任内驾崩，副最高元首苏丹阿末沙暂代最高元首职务）                                                                     | （因最高元首在任内驾崩，副最高元首苏丹阿末沙暂代最高元首职务）           | 1979年3月30日— 1979年4月25日    |        |            |
| 7                                                                        |                                                                          | 苏丹阿末沙 (سلطان حاج احمد شاە الموستاءين بيلله ابن المرحوم سلطان ابو باکر ريءاياتالدين ال موءاذم شاە )                            | 1930年10月24日－ 2019年5月22日                                           | 1979年4月26日－ 1984年4月25日   | 彭亨   |            |
| 8                                                                        |                                                                          | 苏丹马末·依斯干达 (المرحوم بݢيندا ال متوکل الا الله سلطان محمود إسکندر الهاج ابن المرحوم سلطان سير اسماعيل الخالدا )               | 1932年4月8日－ 2010年1月22日                                             | 1984年4月26日－ 1989年4月25日   | 柔佛   |            |
| 9                                                                        |                                                                          | 苏丹阿兹兰沙 (المرحوم توانکو سلطان ازلن موهيببوددين شاە ابن المرحوم سلطان يوسسف عز الدين شاە غافاروء اللهاولهو )                   | 1928年4月19日－ 2014年5月28日                                            | 1989年4月26日－ 1994年4月25日   | 霹靂   |            |
| 10                                                                       |                                                                          | 端姑查化 (المرحوم توانکو جاءافار ابن المرحوم توانکو عبدالرحمن )                                                                    | 1922年7月19日－ 2008年12月27日                                           | 1994年4月26日－ 1999年4月25日   | 森美蘭 |            |
| 11                                                                       |                                                                          | 苏丹沙拉胡丁阿都阿兹沙 (المرحوم سلطان صلاح الدين عبدالعزيز شاە ابن المرحوم سلطان حسامالدين عالم شاە )                              | 1926年3月8日－ 2001年11月21日                                            | 1999年4月26日－ 2001年11月21日  | 雪蘭莪 | 任內駕崩   |
| （因最高元首在任内驾崩，副最高元首端姑米占·再纳·阿比丁暂代最高元首职务） | （因最高元首在任内驾崩，副最高元首端姑米占·再纳·阿比丁暂代最高元首职务） | （因最高元首在任内驾崩，副最高元首端姑米占·再纳·阿比丁暂代最高元首职务）                                                           | （因最高元首在任内驾崩，副最高元首端姑米占·再纳·阿比丁暂代最高元首职务） | 2001年11月22日— 2001年12月12日  |        |            |
| 12                                                                       |                                                                          | 端姑赛西拉祖丁 (توانکو سيد سيراجوددين ابن المرحوم توانکو سيد ڤوترا جمالوللايل )                                                    | 1943年5月17日－                                                          | 2001年12月13日－ 2006年12月12日 | 玻璃市 |            |
| 13                                                                       |                                                                          | 端姑米占·再纳·阿比丁 (ال واتهيقو بيلله توانکو سلطان ميزان زينال عابدين ابن المرحوم سلطان محمود الموکتفا بيلله شاە )                | 1962年1月22日－                                                          | 2006年12月13日－ 2011年12月12日 | 登嘉樓 |            |
| 14                                                                       |                                                                          | 端姑阿都哈林 (المرحوم مولانا ال سلطان الموءتاسيمو بيللهي موهيببوددين توانکو الهاج عبدالحليم موءاذم شاە ابن المرحوم سلطان بدليشاه)  | 1927年11月28日－ 2017年9月11日                                           | 2011年12月13日－ 2016年12月12日 | 吉打   | 第二度就任 |
| 15                                                                       |                                                                          | 苏丹莫哈末五世 (V سلطان محمد) | 1969年10月6日－                                                          | 2016年12月13日－ 2019年1月6日   | 吉兰丹 | 提早退位   |
| （因最高元首提前退位，副最高元首苏丹纳兹林沙暂代最高元首职务）           | （因最高元首提前退位，副最高元首苏丹纳兹林沙暂代最高元首职务）           | （因最高元首提前退位，副最高元首苏丹纳兹林沙暂代最高元首职务）                                                                     | （因最高元首提前退位，副最高元首苏丹纳兹林沙暂代最高元首职务）           | 2019年1月7日— 2019年1月30日     |        |            |
| 16                                                                       |                                                                          | 苏丹阿都拉 (سلطان عبدالله ريءاياتالدين المصطفى بيلله شاه ابن سلطان حاج احمد شاه الموستاءين بيلله)                                  | 1959年7月30日－                                                          | 2019年1月31日－ 2024年1月30日   | 彭亨   |            |
| 17                                                                       |                                                                          | 苏丹依布拉欣·依斯迈 Sultan Ibrahim Ismail ibni Almarhum Sultan Iskandar( سلطان إبراهيم ابن المرحوم سلطان اسكندر)                   | 1958年11月22日－                                                         | 2024年1月31日－至今             | 柔佛   |            |

## 在世的前马来西亚最高元首
| 姓名                 | 州屬   | 任期           | 出生日期              | 備註                         |
| -------------------- | ------ | -------------- | --------------------- | ---------------------------- |
| 端姑賽西拉魯丁       | 玻璃市 | 2001年－2006年 | 1943年5月16日（82歲） | 第十二任最高元首暨玻璃市拉惹 |
| 蘇丹米占·再納.阿比丁 | 登嘉樓 | 2006年－2011年 | 1962年1月22日（63歲） | 第十三任最高元首暨登嘉樓蘇丹 |
| 苏丹莫哈末五世       | 吉兰丹 | 2016年－2019年 | 1969年10月6日（55歲） | 第十五任最高元首暨吉兰丹蘇丹 |
| 苏丹阿都拉           | 彭亨   | 2019年－2024年 | 1959年7月30日（66歲） | 第十六任最高元首暨彭亨苏丹   |

最近一位驾崩的是第七任最高元首暨前彭亨苏丹苏丹阿末沙，他于2019年5月22日驾崩。

## 马来西亚最高元首记录

### 就任时最年迈
第十四任最高元首暨吉打苏丹端姑阿都哈林，就任时84岁。

### 就任时最年轻
第三任最高元首暨玻璃市拉惹端姑赛布特拉，就任时39岁。

### 任期最短
第二任最高元首暨雪兰莪苏丹苏丹希沙慕丁沙，在位140天，也是马来西亚史上唯一未举行加冕礼的最高元首。

### 兩次就任最高元首
吉打苏丹端姑阿都哈林曾先後出任第五任及第十四任最高元首，是马来西亚史上唯一二度出任最高元首的统治者。

### 提早退位
第十五任最高元首暨吉兰丹苏丹端姑莫哈末五世是马来西亚史上唯一提早退位的最高元首。

### 任内无最高元首皇后
第十五任最高元首暨吉兰丹苏丹端姑莫哈末五世是马来西亚史上唯一在任内没有册封最高元首皇后的最高元首。他就任时尚未册封吉兰丹苏丹后，故其妻子诺蒂安娜无法出任最高元首皇后。